# Färöische Badmintonmeisterschaft 2021
Die Färöische Badmintonmeisterschaft 2021 fand vom 8. bis zum 9. April 2021 in Høllin á Hálsi in Tórshavn statt. 

## Medaillengewinner
| Disziplin    | Gold                                           | Silber                                  | Bronze                                            |
| ------------ | ---------------------------------------------- | --------------------------------------- | ------------------------------------------------- |
| Herreneinzel | Niclas Højgaard Eysturoy                       | Magnus Dal-Christiansen                 | Aksel Poulsen                                     |
| Herreneinzel | Niclas Højgaard Eysturoy                       | Magnus Dal-Christiansen                 | Jónas Djurhuus                                    |
| Dameneinzel  | Gunnva Jacobsen                                | Miriam í Grótinum                       | Bjarnhild í Buð Justinussen                       |
| Dameneinzel  | Gunnva Jacobsen                                | Miriam í Grótinum                       | Lena Maria Joensen                                |
| Herrendoppel | Aksel Poulsen Niclas Højgaard Eysturoy         | Jónas Djurhuus Magnus Dal-Christiansen  | Magnus Gaard Herman Eysturoy                      |
| Herrendoppel | Aksel Poulsen Niclas Højgaard Eysturoy         | Jónas Djurhuus Magnus Dal-Christiansen  | Rúni Øster Hákun Thorkildshøj Sigvardsen          |
| Damendoppel  | Bjarnhild í Buð Justinussen Lena Maria Joensen | Sissal Thomsen Miriam í Grótinum        | Sanna Thorkildshøj Mia Thorkildshøj               |
| Damendoppel  | Bjarnhild í Buð Justinussen Lena Maria Joensen | Sissal Thomsen Miriam í Grótinum        | Oddbjørg í Buð Justinussen Jóhanna Osberg Højsted |
| Mixed        | Rúni Øster Miriam í Grótinum                   | Magnus Dal-Christiansen Gunnva Jacobsen | Niclas Højgaard Eysturoy Sissal Thomsen           |
| Mixed        | Rúni Øster Miriam í Grótinum                   | Magnus Dal-Christiansen Gunnva Jacobsen | Árant á Mýrini Bjarnhild í Buð Justinussen        |